# فهرست کشورها بر پایه صادرات مس
در زیر فهرستی از کشورها بر پایه صادرات مس آمده‌است. این داده‌ها در سال ۲۰۱۹ بر مبنای میلیارد دلار آمریکا مرتب شده‌است که از سوی رصدخانه پیچیدگی اقتصادی منتشر شده‌است.
در زیر ۱۰ کشور برتر فهرست شده‌اند.
| ردیف | کشور     | مقدار |
| ---- | -------- | ----- |
| ۱    | شیلی     | ۱۸٫۴  |
| ۲    | پرو      | ۱۲٫۲  |
| ۳    | استرالیا | ۴٫۶۱  |
| ۴    | کانادا   | ۲٫۸۱  |
| ۵    | مکزیک    | ۲٫۵   |
| ۶    | برزیل    | ۲٫۳۲  |
| ۷    | امریکا   | ۲٫۳   |
| ۸    | مغولستان | ۱٫۷۹  |
| ۹    | اسپانیا  | ۱٫۴۲  |
| ۱۰   | اندونزی  | ۱٫۴۲  |